# تويوتا سيليكا
أُطلق اسم تويوتا سيليكا على سلسلة سيارات كوبيه شهيرة صُنعت بواسطة شركة تويوتا للسيارات.الاسم مشتق في النهاية من الكلمة اللاتينية coelica تعني «سماوية».
زُودت سيليكا خلال مشوارها بعدة محركات ذات أربع اسطوانات وكان أهم تغيير طرأ عليها هو تغيير اتجاه حركتها من الدفع الخلفي إلى الجر الأمامي عام 1986م. ظهرت تقنية توقيت الصبابات المتغير الذكي (VVT-i) عام 1997م وأصبحت أساسية في جميع الطرازات منذ عام 2000م وصاعداً. خلال سبعة أجيال، مرّ النموذج بالعديد من مراجعات التصميم والتنقيحات، متضمناً تويوتا سيليكا سوبرا التي تغيرت إلى طراز سوبرا الشهير.
ظهر طراز مزود بشاحن توربيني ذو دفع بالعجلات كلها باليابان وبالولايات المتحدة وأوروبا من عام 1986م إلى عام 2000م وأُطلق عليه تويوتا سيليكا جي تي-فور (Celica GT-Four).

## 1987 تويوتا سيليكا تيربو آي إم إس إيه جي تي أو
- فازت (سيليكا تيربو) بـ15 سباقاً وبموقع الانطلاق الأوّل لـ7 مرّاتووصلت إلى منصذة التتويج 21 مرّة عام 1987 ، محرزة بذلك لقب بطولة (جي تي أو) لـ(تويوتا) ضمن فئة المصنّعين وللسائق (كريس كورد) ضمن فئة السائقين. على الرغم من أنّها كانت أقلّ قوّة من المنافسين إلا أنّ ما تولّده من قوّة خافضة وثباتها عند السرعات العالية والاستعمال الجيّد لتقنيّات التركيب المتطوّرة جعلتها الأفضل على المضمار

## روابط مفيدة
- الموقع الرسمي لشركة تويوتا
- معلومات عن طراز تويوتا سيليكا تيربو آي إم إس إيه جي تي أو